# Anton von Euw
Anton von Euw (* 28. Mai 1934 in Einsiedeln; † 10. November 2009 in Köln) war ein Schweizer Kunsthistoriker und Mediävist.

## Leben
Nach seiner Schulausbildung am Benediktiner-Gymnasium in Einsiedeln studierte Anton von Euw Kunstgeschichte, Germanistik und Christliche Archäologie in Freiburg (Schweiz) und Bonn. 1962 schloss er sein Studium in Freiburg ab und wurde dort promoviert mit der Dissertation „Darstellungen der Heiligen Drei Könige im Kölner Dom und ihre ikonographische Herleitung“. Seit seiner Studienzeit war er Mitglied der Akademischen Verbindung Fryburgia im Schweizerischen Studentenverein sowie der Katholischen Deutschen Studentenverbindungen Teutonia Freiburg im Uechtland und Ripuaria Bonn, beide im Cartellverband.
Von 1962 bis 1997 war Anton von Euw Konservator am Schnütgen-Museum in Köln, zunächst als wissenschaftlicher Referent, ab 1970 in der Funktion des Stellvertreters des Museumsdirektors. Seit seiner Habilitation an der Universität zu Köln 1970 hielt er Vorlesungen, Seminare und Übungen über mittelalterliche Kunstgeschichte. 1972 wurde er zum außerplanmäßigen Professor ernannt.
Von Euw verfasste grundlegende Publikationen, insbesondere  zur mittelalterlichen Buchkunst. 
Ab 1970 war er Mitglied der Jury der Westdeutschen Kunst- und Antiquitätenmesse für Skulptur und christliche Kunst des Mittelalters. 1992 wurde er Membre associé de l’Académie Royale d’Archéologie de Belgique, Brüssel. 1997 erfolgte seine Verabschiedung vom Museum Schnütgen mit der ihm gewidmeten Festschrift „Thesaurus Coloniensis – Beiträge zur mittelalterlichen Kunstgeschichte Kölns“. 
Von Euw war Ehrenmitglied des Fördervereins des Schnütgen-Museums Pro Arte Medii Aevi.

## Kunstausstellungen
Anton von Euw war maßgeblich beteiligt an der Vorbereitung bedeutender Ausstellungen mit den zugehörigen Katalogen, insbesondere: 
- 1968: „Weltkunst aus Privatbesitz“, Kölner Kunsthalle
- 1969: „Krippenkunst im Kölner Schnütgen-Museum“ (Das kleinplastische Werk der Einsiedler Künstler Curiger)
- 1970: „Herbst des Mittelalters – Spätgotik in Köln und am Niederrhein“, Abteilung Glasmalerei, Kölner Kunsthalle
- 1971/1972: „Rhein und Maas – Kunst und Kultur 800–1400“ in Köln und Brüssel
- 1974/1975: „Monumenta Annonis – Weltbild und Kunst im hohen Mittelalter“, Köln und Siegburg
- 1976: „Elfenbeinarbeiten von der Spätantike bis zum hohen Mittelalter – Aus der Sammlung Hüpsch des Hessischen Landesmuseums Darmstadt“, Liebieghaus-Museum in Frankfurt am Main
- 1984/1985: „Ornamenta Ecclesiae – Kunst und Künstler der Romanik“, Köln
- 1987: „Aratea – Sternenhimmel in Antike und Mittelalter“, Köln, Den Haag, Zürich und München
- 1989: „Das Buch der vier Evangelien – Kölns karolingische Evangelienbücher“, Köln, Den Haag und Brüssel
- 1991: „Vor dem Jahr 1000 – Abendländische Buchkunst zur Zeit der Kaiserin Theophanu“, Köln
- 1998: „Glaube und Wissen im Mittelalter – Die Kölner Dombibliothek“, Köln.

## Schriften (Auswahl)
Von den etwa 150 Veröffentlichungen sind folgende Schriften von Anton von Euw besonders erwähnenswert:
- Darstellungen der hl. drei Könige im Kölner Dom und ihre ikonographische Herleitung. In: Kölner Domblatt 23/24, 1965, S. 293–340 (= Dissertation).
- Die Buchmalerei im Kloster Einsiedeln vom 10. bis 12. Jahrhundert. Habilitationsschrift,  Köln 1970.
- Elfenbeinarbeiten des 9. bis 12. Jahrhunderts. in: Rhein und Maas, Bd. 2. Köln 1973, S. 377–386.
- mit Joachim M. Plotzek: Die Handschriften der Sammlung Ludwig. Band 1 bis 4, Köln 1979–1985.
- Liber Viventium Fabariensis. Das karolingische Memorialbuch von Pfäfers in seiner liturgie- und kunstgeschichtlichen Bedeutung. Bern und Stuttgart 1989.
- mit Peter Schreiner (Hrsg.): Kaiserin Theophanu – Begegnung des Ostens und Westens um die Wende des ersten Jahrtausends. 2 Bände, Köln 1991.
- Die künstlerische Gestaltung der astronomischen und komputistischen Handschriften des Westens. in: Science in Western and Eastern Civilization in Carolingian Times. Basel 1993.
- Das Lemberger Evangeliar als Kunstwerk. in: Das Lemberger Evangeliar. Eine wiederentdeckte armenische Bilderhandschrift des 12. Jahrhunderts. Wiesbaden 1997.
- Die Handschriften und Einzelblätter des Schnütgen-Museums. Bestandskatalog. Köln 1997.
- mit Hermann Bischofberger (Hrsg.): Das Appenzeller Missale. Appenzell 2004.
- Artes liberales und artes technicae im Spiegel der antiken, früh- und hochmittelalterlichen Handschriftenüberlieferung. in: Canossa 1077 – Erschütterung der Welt. Geschichte, Kunst und Kultur der Romanik. Band I: Essays. München 2006, S. 544–554.
- Die St. Galler Buchkunst vom 8. bis zum Ende des 11. Jahrhunderts. Band I–II: Text- und Tafelband, St. Gallen 2008, ISBN 978-3-906616-85-8.